# Hans-Rudolf Wiedemann
Hans-Rudolf Wiedemann (* 16. Februar 1915 in Bremen; † 4. August 2006 in Kiel) war ein deutscher Pädiater, Hochschullehrer und Autographensammler.

## Leben
Wiedemanns Vater war praktischer Arzt. Die Mutter stammte aus einer Medizinerfamilie. Wiedemann studierte Medizin an der Universität Freiburg, der Universität München, der Universität Hamburg, der Universität Lausanne und der Universität Jena. 1940 bestand er das  Staatsexamen. Mit einer Doktorarbeit bei Jussuf Ibrahim wurde er 1941 in Jena zum Dr. med. promoviert. Noch in Jena schrieb er über den Ikterus.
Die fachärztliche Ausbildung durchlief er in Bremen, Bonn und Münster, wo er für zehn Monate kommissarisch die Universitäts-Kinderklinik leitete. Als Direktor der Krefelder Kinderklinik erkannte er die fatalen Nebenwirkungen von Thalidomid. Die Christian-Albrechts-Universität zu Kiel berief ihn 1961 auf ihren Lehrstuhl für Pädiatrie. Seine Nachfolge an der Kinderklinik der Städtischen Krankenanstalten von Krefeld trat 1961 Wilhelm Kosenow (* 1920) an. 1977 war Wiedemann Vorsitzender der Deutschen Gesellschaft für Kinder- und Jugendmedizin. 1980 wurde er emeritiert.
Wie seine Frau Gisela geb. von Sybel sammelte er Autographen.

## Ehrungen
- Mitglied der Deutschen Akademie der Naturforscher Leopoldina (1969)[12]
- Ehrenmitglied der Deutschen Gesellschaft für Kinder- und Jugendmedizin (1982)[13]
- Stüve-Wiedemann-Syndrom
- Wiedemann-Steiner-Syndrom
- Beckwith-Wiedemann-Syndrom
- Wiedemann-Rautenstrauch-Syndrom

## Veröffentlichungen
- Dysostosen. Generalisierte und lokalisierte Knochenentwicklungsstörungen. Fischer, Stuttgart 1966.
- Das Kind im Bild. Braunschweig 1978.
- Deutsche Gedichte in Handschriften. Eine Sammlung. Essen 1982.
- mit Rüdiger Döhler, Hilmar-Lutz Poser und Dieter Harms: Systemic lipomatosis of bone: a case report. The Journal of Bone and Joint Surgery (Br) 64-B (1982), S. 84–87.
- Die großen Konstitutionskrankheiten des Skeletts. Fischer, Stuttgart 1960.
- Kinder – Gedichte und Briefe für und um Kinder sowie zwei Kindheitsbriefe bedeutender Männer und einiges Ärztlich-Medizinische zum Thema Kind in Handschriften. Kiel 1983.
- Kieler Medizinische Gesellschaft. Kiel 1984.
- Thomas Manns Schwiegermutter erzählt. Lebendige Briefe aus grossbürgerlichem Hause : Hedwig Pringsheim-Dohm an Dagny Langen-Sautreau. Lübeck 1986. GoogleBooks
- Zweihundertfünfzig Gedichte aus drei Jahrhunderten in Handschriften und Textabruck mit Porträts der Autoren. 1987. ISBN 978-3-87302-044-3.
- Briefe im Hitlerreich. Politische Aussagen zwischen Vater und Sohn. Dräger & Wullenwever, Lübeck 1988. ISBN 978-3-925402-24-1.
- Briefe großer Naturforscher und Ärzte in Handschriften. Mit Textabdruck und Porträts der Autoren. Dräger & Wullenwever, Lübeck 1989. ISBN 978-3-925402-25-8.
- Auf dem Abendfeld. Gedichte. Lübeck 1990.
- Briefe und Albumblätter großer Komponisten und Interpreten in Handschriften. Mit Textabdruck und Porträts der Autoren. Dräger & Wullenwever, Lübeck 1990. ISBN 978-3-925402-27-2.
- Längs des Weges. Gedichte eines Kinderarztes aus fünfzig Jahren, Nachwort von Albrecht Goes. Dräger & Wullenwever, Lübeck 1994. ISBN 978-3-925402-77-7.
- Pegasus am Abendhimmel – die Geschichte einer Sammlerfreundschaft in Briefen. Karlsruhe 1996.
- Langlebigkeit und geistige Vitalität, mit einem Geleitwort von Hans Erhard Bock und einem schriftpsychologischen Kommentar von Wolfgang Heberlein. Dräger & Wullenwever, Lübeck 1997.
- Briefe europäischer Baumeister, Bildhauer und Maler in Handschriften. Dräger & Wullenwever, Lübeck.
- mit Jürgen Kunze: Atlas der Klinischen Syndrome. Für Klinik und Praxis. Schattauer Verlag, Stuttgart 2001. ISBN 978-3-7945-2043-5.

Bis 1984 war Wiedemann Herausgeber des European Journal of Pediatrics.